# Tipula (Lunatipula) istriana
Tipula (Lunatipula) istriana is een tweevleugelige uit de familie langpootmuggen (Tipulidae). De soort komt voor in het Palearctisch gebied.